# Eparchie Svaté Rodiny v Londýně
Eparchie Svaté Rodiny v Londýně ((latinsky) Eparchia Sanctae Familiae Londiniensis, (ukrajinsky) Лондонська єпархія Пресвятої Родини Української греко-католицької церкви) je eparchií Ukrajinské řeckokatolické církve se sídlem v Londýně, kde se nachází Sv. Rodiny v exilu. Je bezprostředně podřízena Svatému Stolci.

## Historie
Již na sklonku 19. stoleté do Velké Británie emigrovalo množství Ukrajinců, k nimž se přidala silná emigrační vlna po druhé světové válce. V roce 1957 byl proto zřízen apoštolský exarchát pro věřící Ukrajinské řeckokatolické církve ve Anglii a Walesu, jehož působnost byla v roce 1968 rozšířena na celou Velkou Británii. Exil ekonomického charakteru zesílil po roce 1990. V roce 2013 byl exarchát povýšen na eparchii a dostal své současné jméno.